# Municipio de Glendo
El municipio de Glendo (en inglés: Glendo Township) es un municipio ubicado en el condado de Perkins en el estado estadounidense de Dakota del Sur. En el año 2010 tenía una población de 14 habitantes y una densidad poblacional de 0,15 personas por km².

## Geografía
El municipio de Glendo se encuentra ubicado en las coordenadas 45°41′30″N 102°55′9″O / 45.69167, -102.91917. Según la Oficina del Censo de los Estados Unidos, el municipio tiene una superficie total de 91.3 km², de la cual 91,25 km² corresponden a tierra firme y (0,05 %) 0,05 km² es agua.

## Demografía
Según el censo de 2010, había 14 personas residiendo en el municipio de Glendo. La densidad de población era de 0,15 hab./km². De los 14 habitantes, el municipio de Glendo estaba compuesto por el 100 % blancos. Del total de la población el 0 % eran hispanos o latinos de cualquier raza.